# Холоднянское
Холоднянское (укр. Холоднянське) — посёлок в Смелянском районе Черкасской области Украины.
Население по переписи 2001 года составляло 972 человека. Почтовый индекс — 20731. Телефонный код — 4733.

## Местный совет
20730, Черкасская обл., Смелянский р-н, с. Малая Смелянка, ул. Ленина, 9